# 巴斯湖 (加利福尼亞州)
巴斯湖（英語：Bass Lake）是位於美國加利福尼亞州馬德拉縣的一個人口普查指定地區。

## 地理
巴斯湖的座標為37°19′29″N 119°33′59″W / 37.32472°N 119.56639°W，而該地最高點為海拔高度1041米（即3415英尺）。

## 人口
根據2010年美國人口普查的數據，巴斯湖的面積為6.46平方千米，當中陸地面積為4.99平方千米，而水域面積為1.47平方千米。當地共有人口527人，而人口密度為每平方千米81人。